# Безруків
Бе́зруків — село в Україні, у Харківському районі Харківської області. Населення становить 181 осіб. Колишній орган місцевого самоврядування — Протопопівська сільська рада. З 2020 року у складі Солоницівської громади.

## Географія
Село Безруків знаходиться на відстані 1 км від річки Криворотівка (правий берег), нижче за течією примикає до села Протопопівка, на протилежному березі розташовані села Тернова і Гуківка. В селі є кілька ставків.